# Sah Kuda Bayu
Sah Kuda Bayu is een bestuurslaag in het regentschap Simalungun van de provincie Noord-Sumatra, Indonesië. Sah Kuda Bayu telt 4144 inwoners (volkstelling 2010).